# نيروباما ديفي
نيروباما ديفي (بالإنجليزية: Nirupama Devi)‏ (7 مايو 1883 في الهند - 7 يناير 1951)؛ روائية هندية.